# Gottlieb Gassen
Gottlieb Gassen (2 août 1805 à Ehrenbreitstein - 3 juin 1878 à Coblence) est un peintre prussien.
Formé par Peter von Cornelius à Munich à partir de 1827, Gottlieb Gassen peint la Erstürmung des Godesbergs bei Bonn durch Herzog Wilhelm I. von Bayern (« prise de Godesberg, près de Bonn par le duc Guillaume Ier de Bavière ») d'après un projet de Stilkes dans les arcades des jardins royaux, et durant la construction de la résidence, un tableau représentant Walther von der Vogelweide, Wolfram von Eschenbach et Wieland « Obéron », ainsi que plusieurs plafonds d'après Peter von Cornelius dans la loggia de l'Alte Pinakothek.
Il crée plus tard les fresques de la Dreifaltigkeitskirche à Weissenthurn am Rhein (en face de Neuwied). Dans ses peintures, Gassen fait montre d'une composition sophistiquée et d'une étude appliquée. Une partie de son œuvre d'inspiration religieuse se teinte parfois d'un étrange symbolisme.

## Sources
Meyers Konversations-Lexikon, 4e édition, 1888–1890. 
- Notices d'autorité :   - VIAF
  - ISNI
  - GND

- (de) Cet article est partiellement ou en totalité issu de l’article de Wikipédia en allemand intitulé « Gottlieb Gassen » (voir la liste des auteurs).